# 日興製薬 (静岡県)
日興製薬株式会社（にっこうせいやく）は、日本の洗顔料・美容液・健康補助食品などを製造販売する企業。本社は静岡県静岡市にある。
初代社長の芹沢完一が葉緑素の薬理作用に注目し、葉緑素を使用した化粧品の製品化に成功した。以後「クロロフイル」ブランドで化粧品や洗顔料などの製造・販売を行っている。
また、肌トラブルのケア・予防の方法を普及させるため、カウンセリングを行う「クロロフイル美顔教室」を日本全国に展開し、約470店舗を数えている。

## 工場・営業所
工場
静岡県藤枝市岡部町入野65-1
東京営業所
東京都豊島区巣鴨1-18-10